# 托比亞斯·克里克

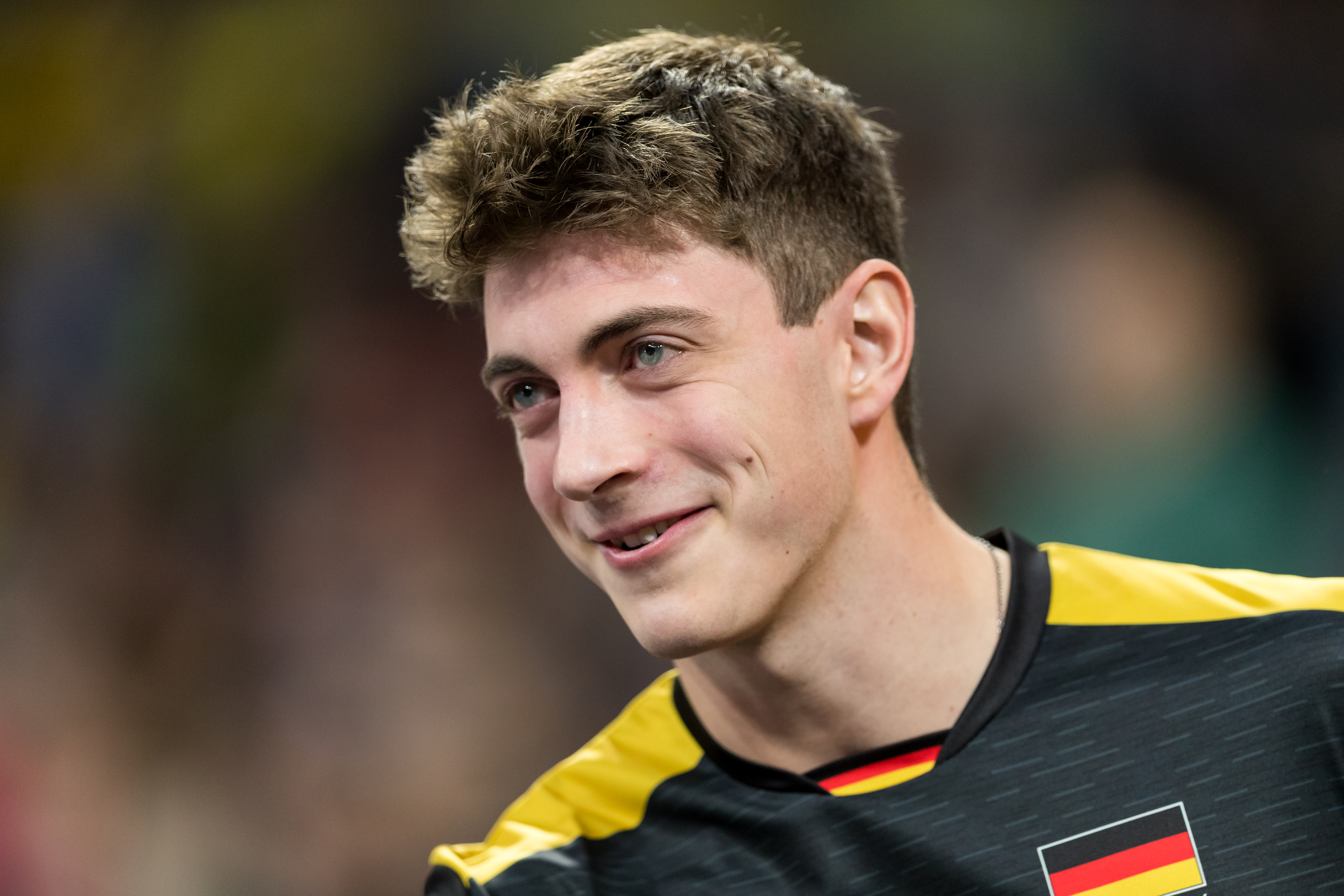

托比亞斯·克里克（德語：Tobias Krick，1998年10月22日—），是一位德國的排球運動員，在場上的位置是副攻。他現在效力於柏林回收排球俱樂部，並且也是德國國家男子排球隊的一員。

## 外部連結
- Player profile在歐洲排球聯合會
- Player profile at LegaVolley.it （義大利語）
- Player profile at Volleybox.net